# Вільям Гейс
Вільям (Біллі) Гейс (нар. 3 квітня 1947) — американський письменник, актор та кінорежисер. Найбільш відомий за своєю автобіографічною книгою «Опівнічний експрес» (англ. Midnight Express) про своє проживання в турецькій в'язниці та втечі з неї після того, як був засуджений за контрабанду гашишу.

## Історія
7 жовтня 1970 американський студент Біллі Гейс був спійманий на місці злочину при спробі вивезти 4 фунта гашишу з Туреччини. Спочатку він був засуджений до чотирьох років і двох місяців тюремного ув'язнення. За кілька тижнів до звільнення він дізнався, що влада вирішила замінити його термін на довічне ув'язнення.
Гейс був укладений в турецьку в'язницю Сагмалджилар (Sağmalcılar). У 1972 році, після тюремного інциденту, його перевели в Бакиркойську психіатричну лікарню. Держдепартамент США неодноразово чинив тиск на Туреччину, домагаючись переведення ув'язненого в США, однак міністр закордонних справ Туреччини Меліх Есенбель заявив, що США не мають права приводити у виконання покарання, винесені турецькими судами. Неофіційно Есенбель висловився, що звільнення можливе з гуманітарних підставах, у разі якщо фізична або психічне здоров'я Гейса буде погіршуватися. Під час консультації з американськими дипломатами Гейс заявив, що перебування в психіатричній лікарні завдало йому важкий збиток, і він не впевнений, що адміністрація лікарні схвалить його дострокове звільнення. Він також заявив, що його спроби домогтися дострокового звільнення ставлять під загрозу його перспективи переведення в більш прийнятну в'язницю. 12 травня 1975 року Конституційний суд Туреччини проголосив амністію по всіх злочинах, пов'язаних з наркотиками, внаслідок чого довічний термін Гейса був скорочений до 25 років. 11 липня 1975 року він був переведений до в'язниці на острові Імрали.
Вночі 2 жовтня 1975 року Гейс здійснив втечу з в'язниці на весловому човні, скерувавши його в один з районів Стамбула (Бандирма), де змішався з місцевими жителями, а потім попрямував на захід та перетнув кордон з Грецією. 20 жовтня 1975 року, після декількох тижнів ув'язнення і допитів грецької військової розвідки про перебування Гейса в Туреччині, він був висланий із Салоніків до Франкфурта.

## Книга
У 1977 році Біллі Гейс в співавторстві з Вільямом Гоффером написав книгу «Опівнічний експрес» про свої пригоди. У 1978 році режисером Аланом Паркером за сценарієм Олівера Стоуна був знятий однойменний фільм, роль Гейса в якому зіграв Бред Девіс. Сюжет фільму відрізняється від розповіді Гейса. У фільмі присутня сцена, в якій Гейс вбиває тюремного охоронця Хаміда ( «ведмедя»), одного з головних антагоністів фільму. Насправді тюремник був убитий ще до втечі Гейса — в 1973 році — звільненим в той час ув'язненим, сім'ю якого Хамід ображав під час побиття.
З юридичних причин ні фільм, ні книжка не були абсолютно точними. У 2010 році серіалу «Пригоди за кордоном» каналу National Geographic вийшов епізод «The Real Midnight Express», в якому сам Гейс розповідає повну історію свого перебування у в'язниці Сагмаджилар і про втечу з в'язниці Імрали на однойменному острові Мармурового моря.

## Див.також
- Опівнічний експрес (фільм)